# Frontiers (Journey)
Frontiers is een studioalbum van Journey. De succesformulier van Escape werd doorgetrokken. Het album leverde weer goede prestaties in de Billboard 200 met een 2e plaats als hoogste notering. Vier singles die van het album afgehaald werden waren eveneens succesvol. After the fall (Billboard Hot 100 plaats 23), Send her my love (23e plaats), Faithfully (plaats 12) en Separate ways (worlds apart) (nummer 8) haalden goede verkoopcijfers. Bovendien werd Chain reaction een radiohit.
Het album dat in het najaar van 1982 is opgenomen in de Fantasy Studio te Berkeley (Californië) verkocht ook goed in het Verenigd Koninkrijk en Japan. De compact discversie van het album verscheen al vrij snel, (september 1983), met een Europese nummering maar een Japanse persing. Nederland en België kregen het album niet in de albumlijsten.

## Musici
- Neal Schon – gitaar, zang
- Steve Perry – zang
- Jonathan Cain – toetsinstrumenten, zang, slaggitaar op Back talk
- Ross Valory – basgitaar, zang
- Steve Smith – slagwerk

## Track listing
| Nr. | Titel                                      | Duur |
| --- | ------------------------------------------ | ---- |
| 1.  | Separate ways (worlds apart) (Cain, Perry) | 5:23 |
| 2.  | Send her my love (Cain, Perry)             | 3:55 |
| 3.  | Chain reaction (Cain, Perry, Schon)        | 4:21 |
| 4.  | After the fall (Cain, Perry)               | 5:01 |
| 5.  | Faithfully (Cain)                          | 4:27 |
| 6.  | Edge of the blade (Cain, Perry, Schon)     | 4:30 |
| 7.  | Troubled child (Cain, Perry, Schon)        | 4:29 |
| 8.  | Back talk (Cain, Perry, Smith)             | 3:17 |
| 9.  | Frontiers (Cain, Perry, Smith)             | 4:10 |
| 10. | Rubicon (Cain, Perry, Schon)               | 4:19 |

| Nr. | Titel                               | Duur |
| --- | ----------------------------------- | ---- |
| 11. | Only the young (Cain, Perry, Schon) | 4:18 |
| 12. | Ask the lonely (Cain, Perry)        | 3:55 |
| 13. | Liberty (Cain, Perry, Schon)        | 2:54 |
| 14. | Only solutions (Cain, Perry, Schon) | 3:33 |